# NGC 3353

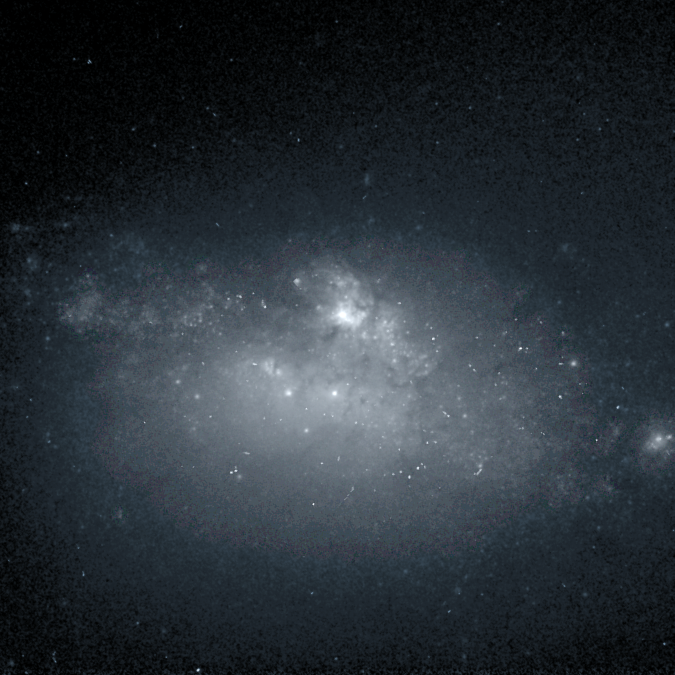
Image construite en utilisant les données captées par le télescope spatial Hubble.

NGC 3353 est une petite galaxie spirale relativement rapprochée et située dans la constellation de la Grande Ourse. NGC 3353 a été découverte par l'astronome germano-britannique William Herschel en 1790.

## Caractéristiques
La classe de luminosité de NGC 3353 est II et elle présente une large raie HI. Elle renferme également des régions d'hydrogène ionisé. Selon la base de données Simbad, NGC 3353 est une galaxie à noyau actif.

### Distance
Sa vitesse par rapport au fond diffus cosmologique est de 1 108 ± 12 km/s, ce qui correspond à une distance de Hubble de 16,35 ± 1,16 Mpc (∼53,3 millions d'al).
À ce jour, quatre mesures non basées sur le décalage vers le rouge (redshift) donnent une distance de 19,150 ± 1,634 Mpc (∼62,5 millions d'al), ce qui est de justesse à l'intérieur des valeurs de la distance de Hubble. Puisque cette galaxie est relativement rapprochée du Groupe local, il est probable que cette valeur soit plus près de la distance réelle de NGC 3353. Notons que c'est avec la valeur moyenne des mesures indépendantes, lorsqu'elles existent, que la base de données NASA/IPAC calcule le diamètre d'une galaxie. 

### Émission de radiation ultraviolette
NGC 3353 est une galaxie dont le noyau brille dans le domaine de l'ultraviolet. Elle est inscrite dans le catalogue de Markarian sous la cote Mrk 35 (MK 35).

## Groupe de NGC 3264
NGC 3353 est une galaxie brillante dans le domaine des rayons X et elle fait partie du groupe de NGC 3264 qui comprend au moins 4 autres galaxies : NGC 3206, NGC 3220, UGC 5848 et UGCA 211. Ce même groupe avec les mêmes galaxies est aussi mentionné dans un article publié par A.M. Garcia en 1993.